# Mathijs Paasschens
Mathijs Paasschens (Heverlee, 18 marzo 1996) è un ciclista su strada olandese che corre per il team Bahrain Victorious; è professionista dal 2019.

## Palmarès
- 2017 (Home Solutions)

Classifica generale Ronde van Vlaams-Brabant
- 2018 (Home Solutions-Anmapa)

2ª tappa Tour de la Province de Namur (Doische > Gesves)
Grand Prix de la Magne
1ª tappa Trois Jours de Cherbourg (Tourlaville > Cherbourg)
Heuvelland Classic
- 2019 (Wallonie-Bruxelles, due vittorie)

2ª tappa Kreiz Breizh Elites (Calanhel > Plouray)
Classifica generale Kreiz Breizh Elites

### Altri successi
- 2017 (Dilettanti)

Kermesse Hakendover
Grote Prijs Terrasdallen De Wandeleer
Classifica giovani Ronde van Vlaams-Brabant
Criterium Linden-Lubbeek
Criterium Mere
Criterium Putte
Grote Prijs van Eizer
- 2018 (Dilettanti)

Kortenaken-Stok
Criterium Bierbeek
Grote Prijs VP Consulting
Classifica scalatori Ronde van Vlaams-Brabant
Classifica giovani Ronde van Vlaams-Brabant
Classifica a punti Tour de la Province de Namur
Criterium Huldenberg
- 2019 (Wallonie-Bruxelles)

Classifica a punti Kreiz Breizh Elites
- 2022 (Bingoal Pauwels Sauces WB)

Classifica scalatori Tour of Britain

## Piazzamenti

### Classiche monumento
- Giro delle Fiandre

2021: 71°
2022: ritirato
- Parigi-Roubaix

2024: fuori tempo massimo
- Liegi-Bastogne-Liegi

2019: ritirato
2020: ritirato
2021: 123º
2022: 83º
2023: 68º
2024: ritirato
2025: 112º
- Giro di Lombardia

2023: ritirato